# Бёсёрмени, Золтан
Золтан Бёсёрмени (венг. Böszörmény Zoltán; 5 января 1893 — неизв., предполож. после 1945) — венгерский политик, ведущий деятель венгерского фашизма до начала ВМВ.

## Биография

### Юность и студенческая деятельность
Будучи сыном обанкротившегося землевладельца, Золтан в молодости испытывал жизненные проблемы и перебивался различными заработками: от чернорабочего до портового рабочего. Первым его политическим опытом стало участие в 1919 году в деятельности против Белы Куна, хотя роль его была незначительной.
Во время обучения в Королевском венгерском научном университете Будапешта Золтан стал руководителем государственного студенческого движения и поддержал Дьюлу Гёмбёша. В то же время он также стал поэтом. Писал он в основном политические стихи, публикуемые двумя агентами, позднее вовлечёнными в организацию его политического движения.

### Политическая деятельность. Создание ВНСРП
В 1931 году Золтан создал национал-социалистическую трудовую партию. В том же году он встретился с Адольфом Гитлером и убедился в дальнейших преимуществах нацизма. Группа Золтана во всём подражала Гитлеру, используя коричневые рубашки и свастику, а также публикуя газету Национал-социалист.. Когда за партией закрепилось именование «Гнутый Крест», движение в поддержку Бёсёрменья разрослось до 20,000 сторонников (в момент расцвета фашистского движения), хотя Гёмбёш, опасаясь растущей силы движения, прекратил его поддержку. Как лидер движения, Бёсёрмени настаивал на именовании себя как «везера» (венг. vezér, буквально «вождь»), в подражание Гитлеровскому «фюрер» Переведённая слово в слово национал-социалистическая программа «25 пунктов» НСДАП стала основополагающим документом «Гнутого Креста».
Несмотря на внимание со стороны правительства, Бёсёрмени сумел удержать свою власть в Тисе, пропагандируя смесь антисемитизма и земельной реформы. Он был определённо уверен в своих возможностях лидера и мыслителя, написав в 1932 году: «даже среди гигантов мысли я гигант, великий венгерский поэт с миссией пророка». Но несмотря на такую самоуверенность, Бёсёрмени был постоянно расстроен безуспешностью своих попыток получить власть. Зачастую он пытался пройти по довыборам, ему не удавалось получить необходимое для участия в выборах количество подписей в свою поддержку, за исключением одного случая (когда он получил только несколько сотен голосов избирателей).

### Неудачная попытка переворота, изгнание и конец жизни
Золтан Бёсёрмени был впечатлён маршем Бенито Муссолини на Рим и планировал провести такой же переворот в Будапеште. Одев своих последователей в поношенную униформу, Бёсёрмени попытался провести революцию 1 мая 1936 года. Но восстание было быстро подавлено. На суде Бёсёрмени настоял на своём помешательстве и был приговорён к двум с половиной годам заключения в тюрьме. В 1938 году он сбежал в Германию, откуда наблюдал за ходом войны. В 1945 году он обратился к Матьяшу Ракоши с просьбой позволить ему вернуться в Венгрию и вступить в КПВ, но в разрешении было отказано. Считается, что Бёсёрмени умер в Германии.